# Rendez-vous de carrière
Le rendez-vous de carrière est le moment d'évaluation du travail d'un membre de l'Éducation nationale en France, et remplace l'inspection.

## Organisation
L'Éducation nationale comprend divers type de personnels. Le cas majoritaire, qui sera développé ici, est celui des enseignants certifiés ou agrégés. Pour les autres professions, l'Éducation nationale a réalisé un document offrant une première approche. 
Un enseignant peut bénéficier au maximum de quatre rendez-vous de carrière. Ceux-ci ont lieu en effet:
- lors du passage du 6e au 7e échelon
- lors du passage du 8e au 9e échelon
- lors du passage à la hors classe (qui est de droit)
- lors du passage à classe exceptionnelle (qui est soumis à examen du dossier de l'enseignant)

Un rendez-vous de carrière s'opère en plusieurs temps:
- l'enseignant est informé de la tenue d'un rendez-vous de carrière avant les vacances d'été pour l'année suivante, la date précise lui est communiquée au plus tard un mois avant l'échéance
- l'enseignant rédige un "bilan professionnel", remis à l'IA-IPR
- l'inspecteur et le chef d'établissement assistent à un cours
- l'enseignant a un entretien avec l'inspecteur puis un autre avec le chef d'établissement
- inspecteur et chef d'établissement se réunissent afin de compléter une grille d'évaluation qui comporte pour chacun des items spécifiques ainsi que des items à évaluer en commun
- un premier avis est déterminé, qui peut faire l'objet d'un appel par l'enseignant; l'avis final est porté par le recteur: "à consolider", "satisfaisant", "très satisfaisant", "excellent"

## Déroulement de l'inspection
L'enseignant est responsable de la réalisation de son bilan professionnel et du déroulement de son cours d'inspection.
Le bilan professionnel est une innovation majeure de la réforme de l'évaluation. Elle permet d'indiquer toutes les actions menées par l'enseignant en plus de ses cours: projets menés, responsabilités assumées. 
En effet ces actions font désormais explicitement partie des éléments valorisés lors de l'évaluation du travail d'un enseignant, ce qui a pu poser quelques questions lors de l'introduction de cette réforme .
Lors du cours, l'inspecteur et le chef d'établissement peuvent rester assis mais aussi se déplacer dans la classe. Ils évaluent non les capacités des élèves mais bien le travail de l'enseignant. C'est donc son aptitude à établir une relation de travail avec ses élèves, à s'adapter à la dynamique de réussite de chacun et du groupe dans l'esprit des Instructions officielles, qui sera le cœur de l'appréciation finale. 

## Enjeux
Le rendez-vous de carrière est présenté comme un élément de l'amélioration des revenus des enseignants.
Ce point est cependant discuté car la raréfaction des moments d'évaluation ne permettrait plus une différenciation des carrières comme dans le système ancien (grand choix/choix/ancienneté), où les mieux noté(e)s voyaient leur rémunération augmenter plus vite que dans le nouveau système.